# Cuộn dây

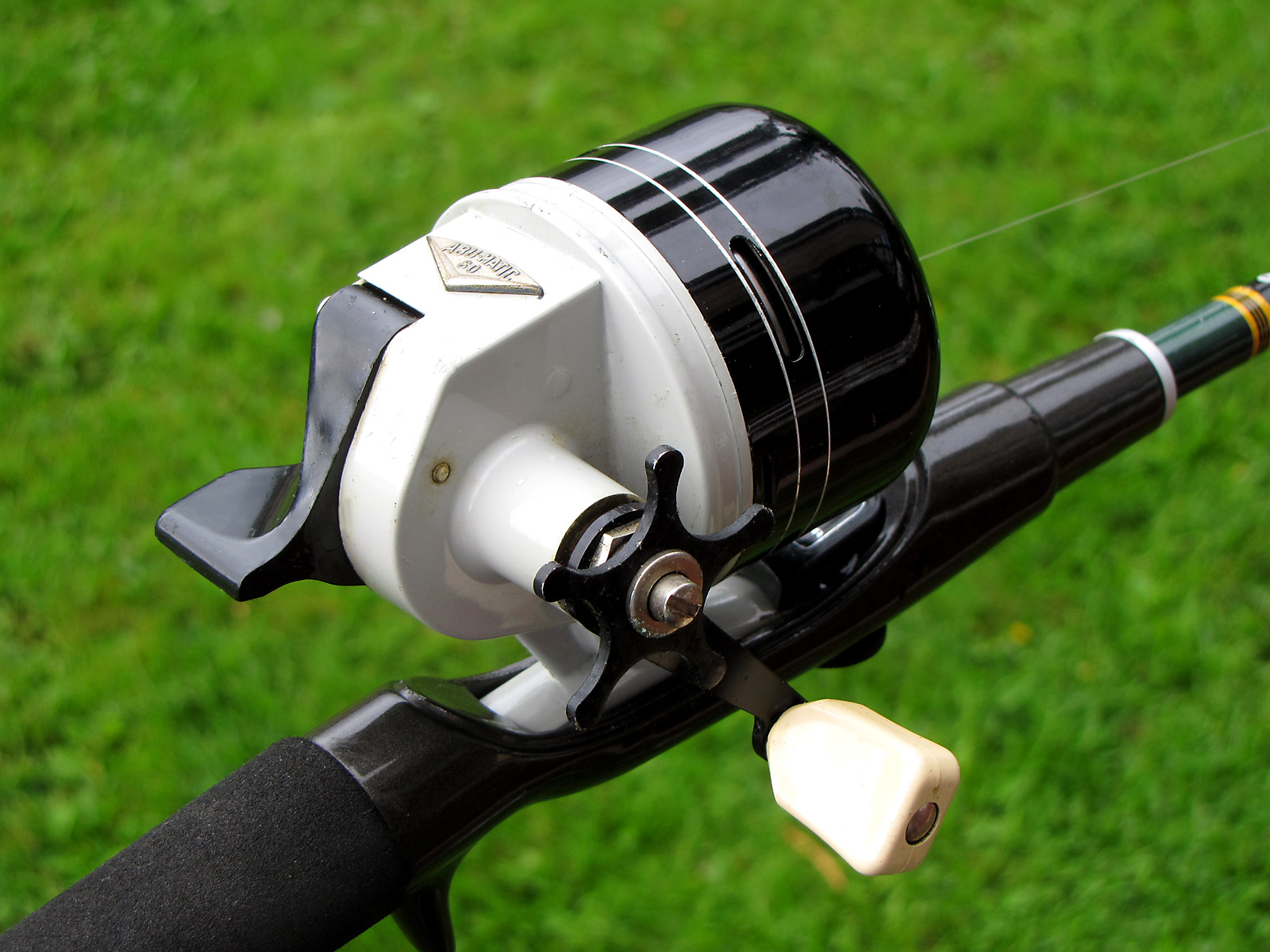
Một cuộn dây cước câu cá

Cuộn dây (Reel) hay cuộn kéo rút hay guồng là một công cụ dụng cụ được sử dụng để lưu trữ các vật thể dài và linh hoạt (ví dụ như các dạng sợi/dây thừng, ruy băng, cáp điện, ống mềm, v.v.) bằng cách quấn cuốn vật liệu xung quanh một cái lõi hình trụ được gọi là ống chỉ. Nhiều cuộn dây cũng có thiết kế mép (được gọi là vành) xung quanh các đầu của cuộn dây để giúp giữ vật liệu được quấn ngay ngắn và giữ không cho các đầu bị trượt ra ngoài. Trong hầu hết các trường hợp, ống cuộn dây rỗng để luồn qua một trục và cho phép nó quay như một bánh xe, một quá trình quấn được gọi là quay/cuốn/cuộn, có thể được thực hiện bằng cách quay thủ công cuộn dây bằng tay cầm hoặc tay quay, hoặc bằng cách quay bằng máy thông qua động cơ (thường là động cơ điện). Kích thước của phần lõi phụ thuộc vào một số yếu tố. Một lõi cuộn nhỏ hơn rõ ràng sẽ cho phép lưu trữ nhiều vật liệu hơn trong một không gian nhất định. Tuy nhiên, có một giới hạn về mức độ chặt chẽ mà vật liệu được lưu trữ có thể được quấn mà không làm hỏng nó và điều này giới hạn mức độ nhỏ của lõi. Một cuộn dây lặn hang là một thiết bị an toàn được sử dụng để chạy một sợi dây dài. Theo truyền thống, người ta thảo luận về độ dài của phim ảnh theo thuật ngữ "cuộn phim". Độ dài tiêu chuẩn của một cuộn phim điện ảnh 35 mm là 1,000 feet (305 m), dài khoảng 11 phút đối với phim có tiếng (24 khung hình mỗi giây) và khoảng 15 phút cho phim câm ở tốc độ chuẩn khoảng 18 khung hình mỗi giây.